# Vápenice (Vysoký Chlumec)
Vápenice je malá vesnice, část městyse Vysoký Chlumec v okrese Příbram ve Středočeském kraji. Nachází se asi 1,5 kilometru východně od Vysokého Chlumce. Vesnicí protéká Chlumecký potok. Prochází zde silnice II/105. Vápenice leží v katastrálním území Vápenice u Vysokého Chlumce o rozloze 1,34 km².

## Historie
První písemná zmínka o vesnici pochází z roku 1450. S počátky těžby vápence ve zdejší lokalitě Pačiska je spojováno jméno Jakuba Krčína z Jelčan a Sedlčan, který v druhé polovině 16. století získal sedlčanské panství.

### Těžba žuly
Na katastru Vápenice se nacházejí dvě lokality, poznamenané těžbou sedlčanského granitu. U silnice č. 105 se nacházejí dva částečně zatopené lomy, z toho jeden činný. V tomto místě byla zahájena těžba již v roce 1908. V roce 1930 byl na severovýchodním okraji vesnice otevřen další lom, rovněž stále aktivní. Kámen namodralého zbarvení byl používán pro zhotovení dlažby, schodišť, pomníků i štěrku. Žula z Vápenice byla ve 20. letech 20. století použita v Praze při stavbě Radiopaláce a Maceškova domu na Vinohradské třídě a také některých objektů v Bratislavě. Žula z lomu ve Vápenici byla v 90. letech 20. století použita ke zhotovení repliky sochy Radegasta, která je umístěna na hřebeni Radhoště v Moravskoslezských Beskydech.

## Obyvatelstvo
| Rok            | 1869 | 1880 | 1890 | 1900 | 1910 | 1921 | 1930 | 1950 | 1961 | 1970 | 1980 | 1991 | 2001 | 2011 | 2021 |
| -------------- | ---- | ---- | ---- | ---- | ---- | ---- | ---- | ---- | ---- | ---- | ---- | ---- | ---- | ---- | ---- |
| Počet obyvatel | 91   | 80   | 74   | 76   | 80   | 64   | 70   | 39   | 52   | 65   | 54   | 54   | 38   | 30   | 36   |
| Počet domů     | 11   | 11   | 11   | 11   | 11   | 11   | 12   | 12   | 12   | 12   | 11   | 12   | 12   | 12   | 15   |

## Pamětihodnosti
- Ve vsi se nachází kamenná zvonice s prosklenou nikou.
- U příjezdové komunikace do vesnice se nalézá zdobný kříž na vysokém, reliéfně zdobeném, kamenném podstavci.
- Východně od vesnice se mezi silnicí II/105 a rybníkem Olešný nachází přírodní památka Vápenické jezero.

## Galerie

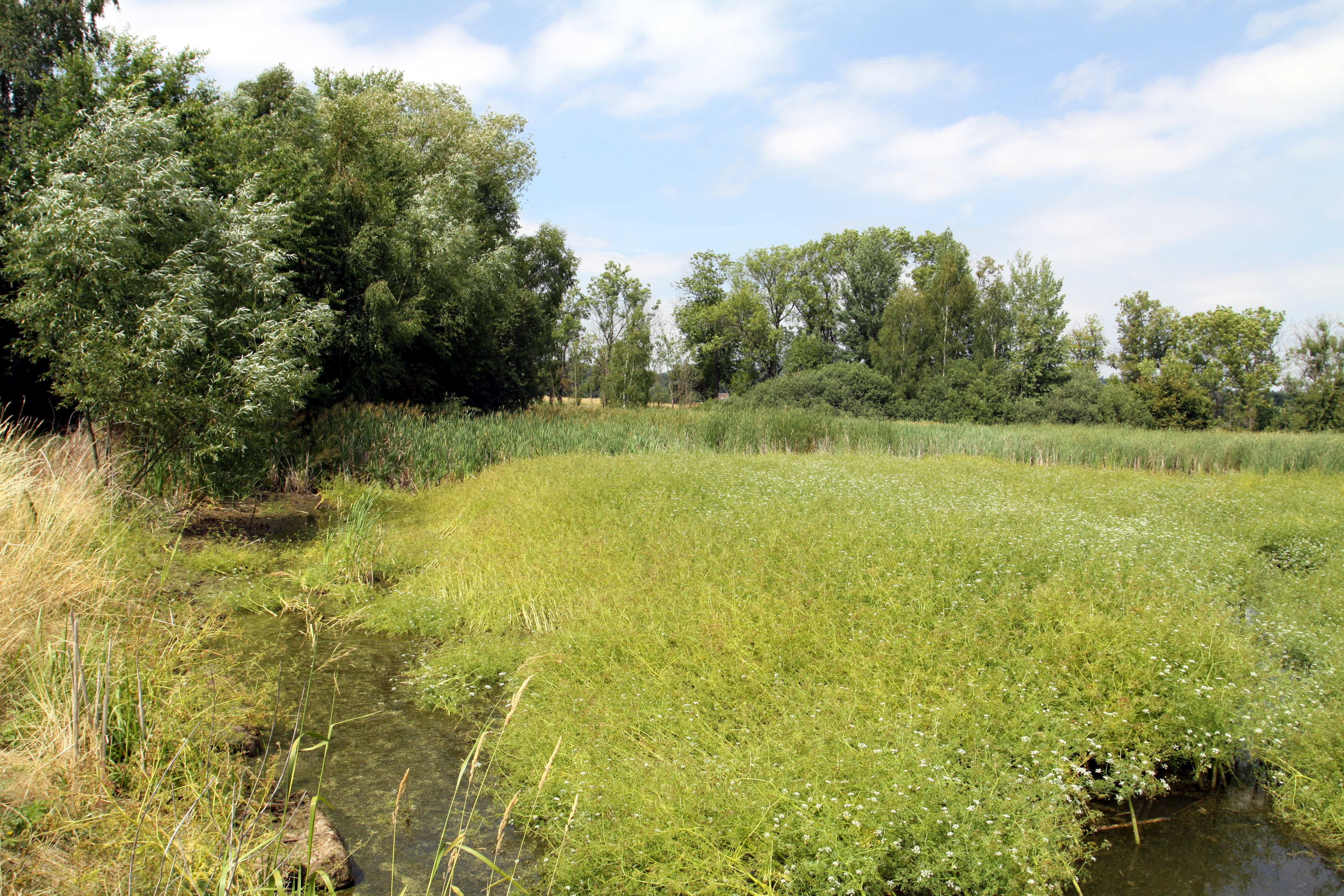
Vápenické jezero
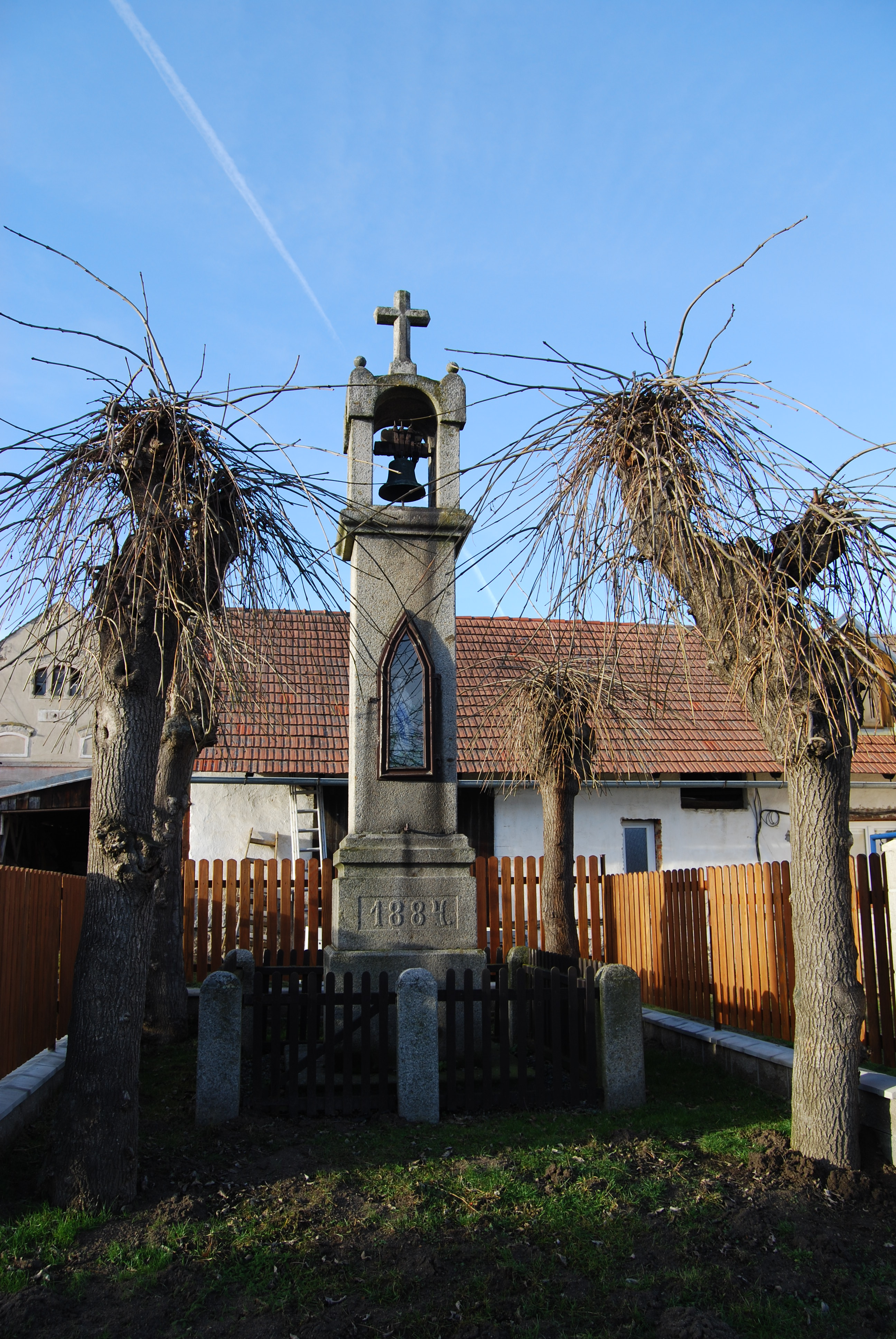
Zvonice
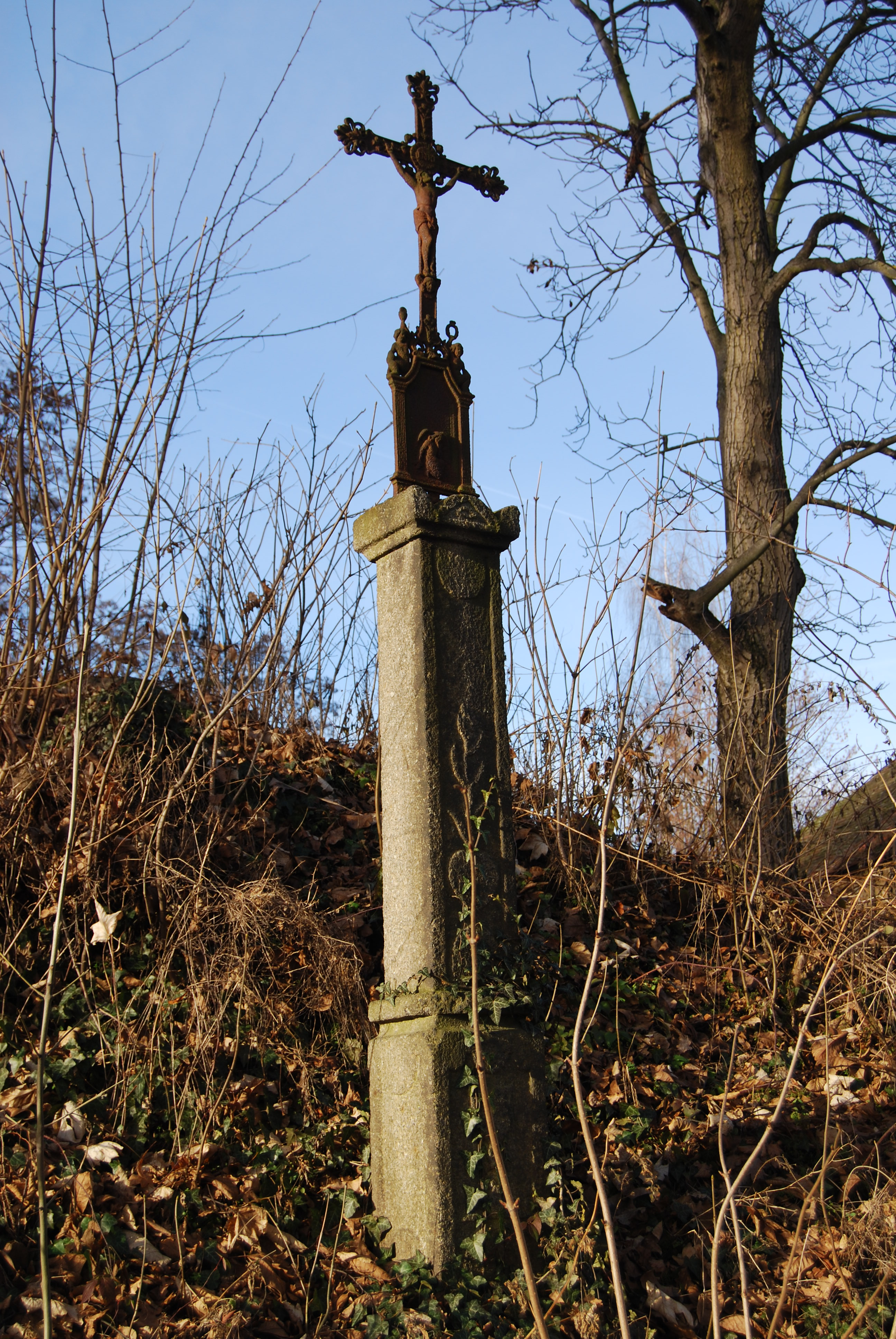
Kříž poblíž obce
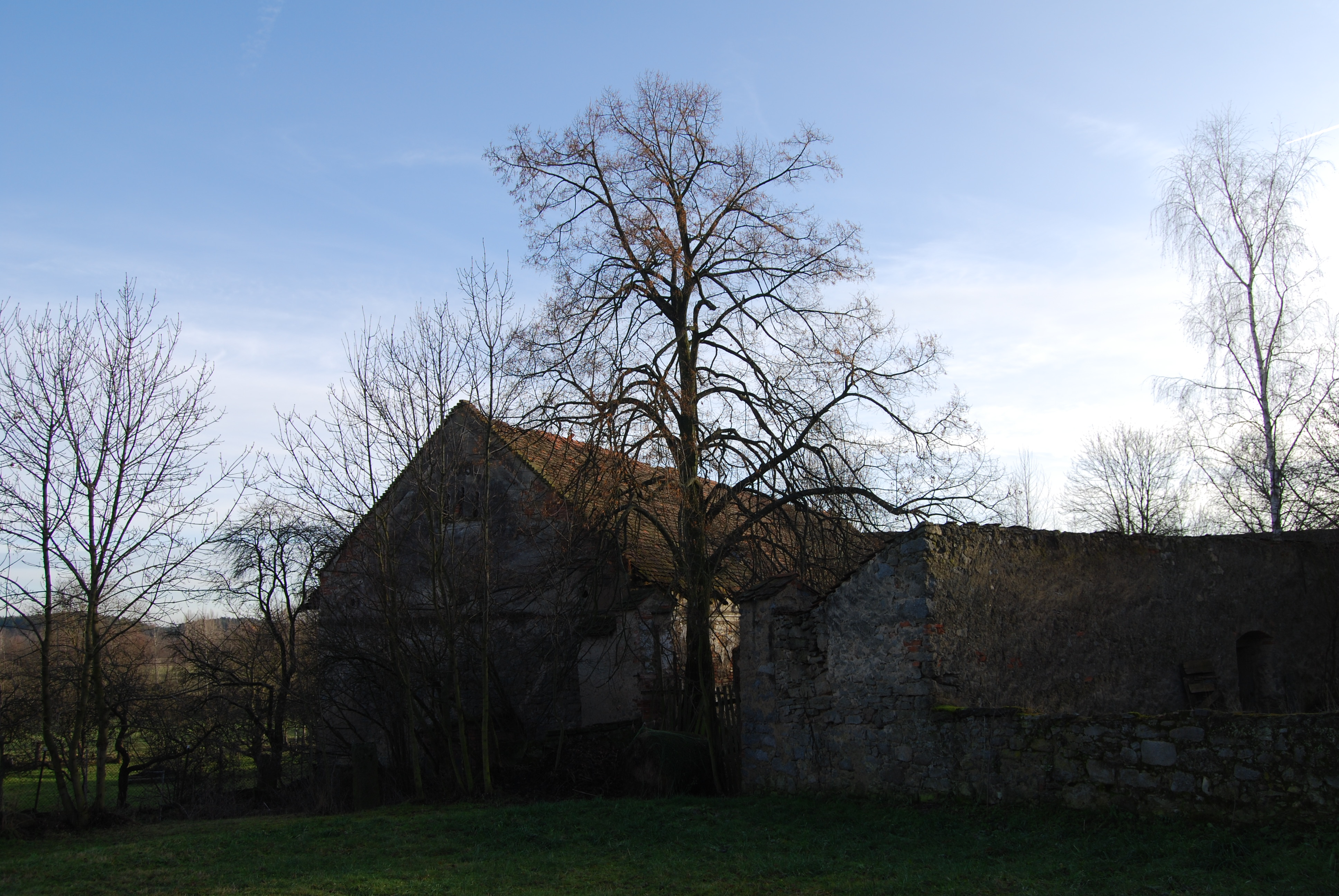
Usedlost ve vsi